# Datormagazin
Datormagazin är namnet på svenska månadsmagasin som haft olika utgivare under olika tidsperioder. Den första versionen 1986–95 startades av Bröderna Lindströms förlag. År 2000 återupptog Egmont Tidskrifter utgivningen, 14 gånger per år. Egmonts version beskrev sig som "Sveriges största tidning för avancerade datoranvändare, professionella webbproducenter och IT-utvecklare som vill hålla sig uppdaterade med de senaste produkterna och teknikerna". Datormagazin täcker såväl generella IT-relaterade ämnen som programmering och hårdvaruutveckling och har även en fast avdelning med namnet Linuxmagazin.
År 2015 beslutade Egmont att lägga ned tidningen, men några av tidningens medarbetare startade då ett nytt, eget förlag, Omsoc Publishing, för att fortsätta producera tidningen. Det första numret som gavs ut av det nya förlaget var nummer 2–3 2016, som kom ut i februari 2016. Den sista ordinarie pappersutgåvan av tidskriften gavs ut i början av 2020.

## Historik

### 1986–1995
Mellan 1987 och 1995 var Datormagazin, eller DMZ, en tidskrift om hemdatorer som utgavs av Bröderna Lindströms förlag. Tidskriften (magazinet) startades maj 1986 av chefredaktören och tillika grundaren Christer Rindeblad, som sålde den januari 1987 till Bröderna Lindströms förlags AB. Datormagazin handlade då främst om datorerna Commodore 64, 128 och Amiga.
Under startåret utkom fyra nummer av DMZ. Premiärutgåvan utkom maj 1986 och sålde 8 500 exemplar. Året efter ökades utgivningen till 10 nummer. 1988 utkom 16 nummer. År 1989 utkom 18 utgåvor, och 1990 utkom 20 utgåvor. År 1991 ökades takten till 22 utgåvor per år, en utgivningsfrekvens som man behöll till 1994. Under perioden 1990 till 1993 låg tidningens sålda upplaga i snitt på omkring 35 000 till 40 000 exemplar.
Mellan 1986 och 1992 (till och med nr 10) hette tidningen Datormagazin C64/128/Amiga. Mellan 1992 (från och med nr 11) och 1995 hette tidningen Datormagazin.

### 2000–2009
Datormagazin har funnits sedan år 2000 i sin nuvarande form. Tidningen tillkom som ett resultat av att de två datortidningarna PC Extra och PC Plus slogs samman.

### 2010
Under 2010 fick webbplatsen ett ansiktslyft och byte av förlag skedde. Tidningen firade tioårsjubileum med sänkt pris.

### 2011–2015
Under 2010 köptes Hjemmet Mortensen AB av Egmont Tidskrifter och Datormagazin hamnade således under detta förlag. Företagets kontor flyttades från Vasastaden till Solna Arenastaden och tidningen i sig renoverades. Den grafiska layouten ändrades något och antalet utgåvor ändrades till 14 per år. År 2015 beslutade Egmont att lägga ned tidningen, men några av tidningens medarbetare startade då ett nytt, eget förlag, Omsoc Publishing, för att fortsätta producera tidningen.

### 2016–
Det första numret som gavs ut av Omsoc Publishing var nummer 2–3 2016, som kom ut i februari 2016. Samtidigt satsade förlaget på att ge ut Datormagazin Retro, som fokuserar på Datormagazins ursprung, det vill säga retrodatorer, primärt Commodore 64 och Amiga, men även Atari. Åtta nummer (2016-2025) av Retro-upplagan har hittills utkommit, efter en lyckad Kickstarter-kampanj 2016. Redaktör för Datormagazin Retro är Joacim Melin. Återkommande skribenter är, förutom Melin, bland andra Martin Lindell, Anders Reuterswärd, David Almer och Christoffer Alm.
Den sista ordinarie pappersutgåvan av tidskriften gavs ut i början av 2020. Därefter har prenumeranter kunnat få Datormagazin i en miniutgåva tillsammans med tidskriften Kamera & Bild eller Mobil. Webbplatsen behölls.

### Chefredaktörer
| Christer Rindeblad | 1986–1995  |
| Peter Kerschbaumer | 1995–1995  |
| Lasse Zernell      | 2000–2003  |
| Peter Widén        | 2003–2007  |
| Mats Larsson       | 2007–2011  |
| Peter Widén        | 2011–2013  |
| Anders Öhman       | 2013–nutid |